# Rallye d'Argentine 1986
Le Rallye d'Argentine 1986 (6º Rally Argentina), disputé du 6 au 9 août 1986, est la cent-cinquante-cinquième manche du championnat du monde des rallyes (WRC) courue depuis 1973, et la huitième manche du championnat du monde des rallyes 1986.

## Contexte avant la course

### Le championnat du monde
Ayant succédé en 1973 au championnat international des marques (en vigueur de 1970 à 1972), le championnat du monde des rallyes comprend généralement une douzaine manches, comprenant les plus célèbres épreuves routières internationales, telles le Rallye Monte-Carlo, le Safari ou le RAC Rally. Depuis 1979, le championnat des constructeurs a été doublé d'un championnat pilotes, ce dernier remplaçant l'éphémère Coupe des conducteurs, organisée à seulement deux reprises en 1977 et 1978. Le calendrier 1986 intègre treize manches pour l'attribution du titre de champion du monde des pilotes mais seulement onze sélectives pour le championnat des marques (le Rallye de Côte d'Ivoire et le Rallye Olympus en étant exclus). Les épreuves sont réservées aux catégories suivantes :
- Groupe N : voitures de grande production de série, ayant au minimum quatre places, fabriquées à au moins 5000 exemplaires en douze mois consécutifs ; modifications très limitées par rapport au modèle de série (bougies, amortisseurs).
- Groupe A : voitures de tourisme de grande production, fabriquées à au moins 5000 exemplaires en douze mois consécutifs, avec possibilité de modifications des pièces d'origine ; poids minimum fonction de la cylindrée.
- Groupe B : voitures de grand tourisme, fabriquées à au moins 200 exemplaires en douze mois consécutifs, avec possibilité de modifications des pièces d'origine (extension d'homologation portant sur 5% de la production[2]).

La série de drames ayant eu lieu en cours d'année a conduit la Fédération internationale du sport automobile à bannir le Groupe B à compter du 1er janvier 1987 et a annulé le projet de Groupe S. C'est donc la dernière saison pour la majorité des voitures du Groupe B, prototypes déguisés dont la puissance avoisine les 500 chevaux. Les 205 Turbo 16 s'étant imposée dans quatre des sept manches déjà courues, Peugeot est bien parti pour remporter un second titre mondial, alors que Juha Kankkunen, recruté en début d'année par le constructeur français, est en tête du championnat des conducteurs grâce à ses victoires en Suède, en Grèce et en Nouvelle-Zélande.

### L'épreuve
Organisé par la «Confederación Deportiva Automovilística Sudamericana», le premier rallye Codasur eut lieu en 1979. Disputée presque exclusivement sur des pistes de terre, la course connut un grand succès populaire et fut encensée par ses participants. Rebaptisée l'année suivante Rallye d'Argentine, elle fut alors intégrée au calendrier du championnat du monde. Bien que le départ soit donné de Buenos Aires, les épreuves chronométrées sont concentrées dans la province de Córdoba, le parcours empruntant en majorité les voies reliant auparavant les principales villes de la région, pratiquement inutilisées depuis leur remplacement par des routes asphaltées.

## Le parcours
- départ : 6 août 1986 de Buenos Aires
- arrivée : 9 août 1986 à Córdoba

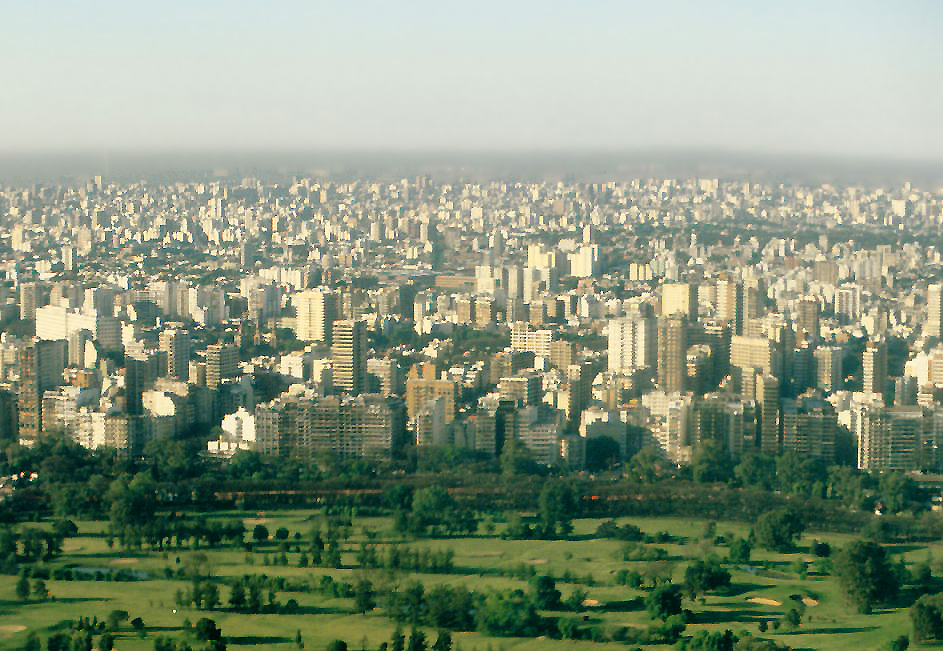
Buenos Aires, point de départ du Rallye d'Argentine.

- distance : 2101,63 km, dont 593,76 km sur 26 épreuves spéciales (27 épreuves spéciales initialement prévues pour un total de 624,35 km)
- surface : terre et rocaille
- Parcours divisé en trois étapes[5]

### Première étape
- Buenos Aires - San Agustín - Córdoba, du 6 au 7 août
- distance : 1142,54 km, dont 155,79 sur 8 épreuves spéciales

### Deuxième étape
- Córdoba - Cosquín - Jesús María - Córdoba, le 8 août
- distance : 500,34 km, dont 249,67 sur 10 épreuves spéciales

### Troisième étape
- Córdoba - Villa Dolores - Córdoba, le 9 août
- distance : 458,75 km, dont 188,30 sur 8 épreuves spéciales (9 épreuves spéciales initialement prévues pour un total de 218,89 km)

## Les forces en présence
- Peugeot

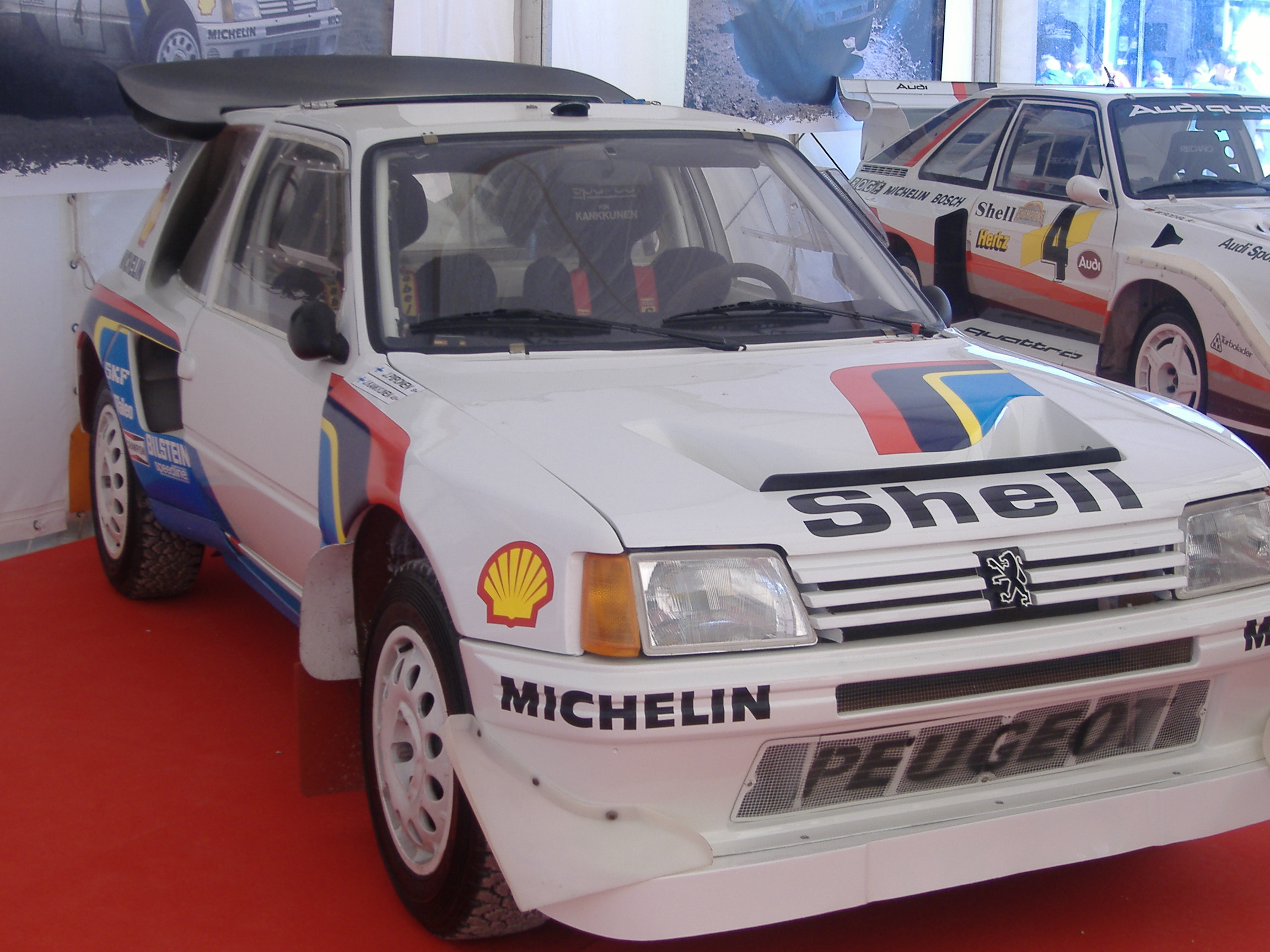
Trois Peugeot 205 Turbo 16 groupe B Évolution 2 seront au départ.

Accablé de malchance depuis le début de la saison, Timo Salonen a préféré les vacances estivales à l'hiver argentin, Jean Todt ayant fait appel à Stig Blomqvist pour remplacer le champion du monde au sein de Peugeot Talbot Sport. Bien que sous contrat Ford, le pilote suédois a reçu le feu vert de son employeur pour cette épreuve et sera au côté de Juha Kankkunen et de Bruno Saby, au volant des 205 Turbo 16 Évolution 2 groupe B. En configuration «terre», ces voitures à transmission intégrale pèsent près d'une tonne. Placé en position centrale arrière, leur moteur quatre cylindres de 1775 cm3, alimenté par un système d'injection électronique Bosch associé à un turbocompresseur Garrett, développe 450 chevaux à 7500 tr/min. Contrairement à ses coéquipiers qui ont conservé l 'habituelle répartition de puissance d'un tiers à l'avant et de deux tiers à l'arrière, Blomqvist a opté pour une répartition 45% à l'avant et 55% à l'arrière. Les 205 sont équipées de pneus Michelin.
- Lancia

La Scuderia Lancia a préparé trois Delta S4 groupe B à transmission intégrale, Markku Alén et Massimo Biasion étant épaulés pour la circonstance par le pilote local Jorge Recalde. Ces voitures à moteur central pèsent environ une tonne. Leur quatre cylindres de 1759 cm3 à injection électronique Magneti Marelli, disposé en position centrale arrière, bénéficie d'un double dispositif de suralimentation, un compresseur volumétrique à lobes Abarth pour les bas et moyens régimes et un turbocompresseur KKK efficace à haut régime. En jouant sur la pression du turbo, la puissance peut atteindre 500 chevaux. Les Lancia utilisent des pneus Pirelli.
- Opel

Le Kenyan Basil Criticos a engagé son Opel Manta 400 groupe B. Ce coupé à transmission classique est doté d'un moteur quatre cylindres de 2420 cm3 de 275 chevaux. Criticos utilise des pneus Michelin.
- Audi

L'Autrichien Rudolf Stohl s'aligne sur son Coupé Quattro groupe A, doté d'un moteur cinq cylindres atmosphérique de 2144 cm3 développant 190 chevaux et équipé de pneus Michelin.
- Volkswagen

Volkswagen Motorsport a engagé deux Golf GTI groupe A (moteur quatre cylindres de 1781 cm3, injection mécanique Bosch, 170 chevaux) pour à Kenneth Eriksson et Franz Wittmann. Ces berlines compactes sont les favorites dans leur catégorie. Elles sont équipées des pneus Pirelli.
- Renault

Renault Argentine aligne trois Renault 18 GTX groupe A pour Ernesto Soto, Mario Stillo et Gabriel Raies. Ces tractionspèsent environ 1100 kg et sont motorisées par un  quatre cylindres de deux litres d'une puissance de l'ordre de 165 chevaux. De nombreux pilotes locaux disposent de modèles identiques. Plus de quarante Renault 12 groupe A sont également au départ, aux mains d'équipages privés.
- Subaru

Le Chilien José Antonio Celsi prend le départ sur une Leone RX groupe A (1000 kg, transmission intégrale, 180 chevaux).
- Ford

Plusieurs pilotes uruguayens (dont Gustavo Trelles et Luís Etchegoyen) prennent le départ sur des anciennes Ford Escort 1600 MkII groupe A.

## Déroulement de la course

### Première étape
Les cent-cinquante équipages s'élancent de Buenos Aires le mercredi, en début de nuit, prenant la direction de la province de Córdoba. Ils doivent accomplir près de sept-cents kilomètres avant de disputer la première épreuve chronométrée, dans la région de Berrotarán, en partie dans le brouillard. Massimo Biasion (Lancia), s'y montre le plus rapide et prend le commandement de la course, devançant de deux secondes son chef de file Markku Alén. Juha Kankkunen n'est pas loin derrière et va réaliser le meilleur temps dans le secteur suivant, le pilote Peugeot rejoignant Biasion en tête du rallye alors qu'Alén, en panne de turbo en fin de parcours, rétrograde à la cinquième place derrière la Lancia de Jorge Recalde et la 205 de Stig Blomqvist. Biasion attaque très fort dans la région de Villa Yacanto, distançant d'une seconde au kilomètres ses poursuivants et mène désormais avec une demi-minute d'avance sur Kankunnen, lui-même talonné par Alén dont le turbo a été réparé. La réparation ne va cependant pas tenir et le pilote finlandais perd à nouveau du temps aux environs de Santa Mónica, rétrogradant à la sixième place derrière la Peugeot de Bruno Saby. Biasion continue son forcing au cours de l'après-midi, creusant l'écart sur ses adversaires, et c'est avec quarante-huit secondes d'avance sur Kankkunen qu'il rallie Córdoba le jeudi soir. Troisième, Recalde est à près d'une minute et demie de son coéquipier, précédant de peu Alén, bien revenu et Blomqvist. Affecté par une perte de puissance, Saby a dû achever au ralenti la dernière épreuve de la journée au ralenti pour renoncer aussitôt, bloc fêlé. Respectivement sixième et septièmes sur leurs Volkswagen, Kenneth Eriksson et Franz Wittmann sont en tête du groupe A.

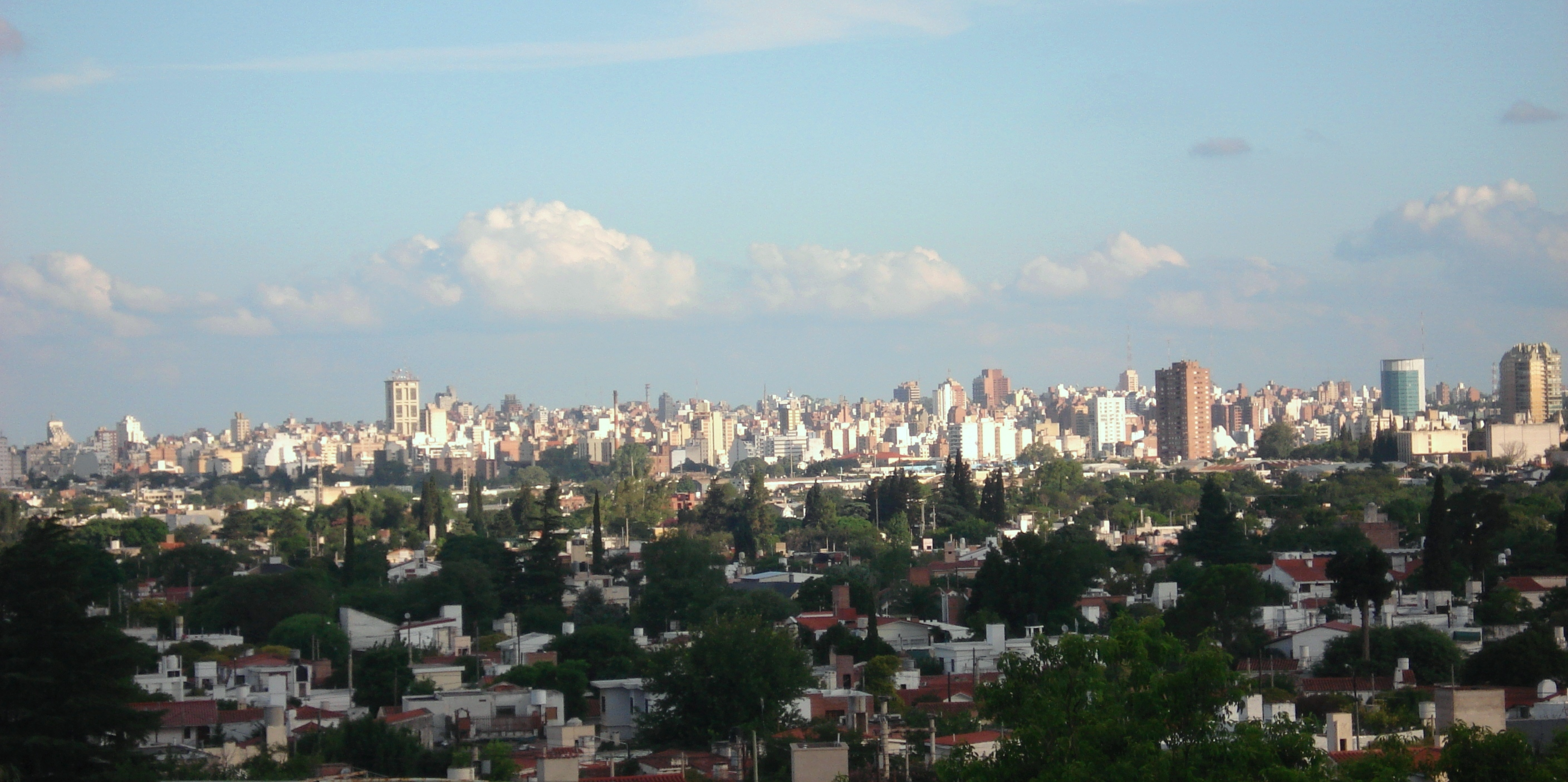
Córdoba, terme de la première étape.

| Pos. | Pilote             | Copilote           | Voiture                 | Groupe | Temps           | Écart         |
| ---- | ------------------ | ------------------ | ----------------------- | ------ | --------------- | ------------- |
| 1    | Massimo Biasion    | Tiziano Siviero    | Lancia Delta S4         | B      | 1 h 33 min 12 s |               |
| 2    | Juha Kankkunen     | Juha Piironen      | Peugeot 205 Turbo 16 E2 | B      | 1 h 34 min 00 s | + 48 s        |
| 3    | Jorge Recalde      | Jorge del Bueno    | Lancia Delta S4         | B      | 1 h 34 min 38 s | + 1 min 26 s  |
| 4    | Markku Alén        | Ilkka Kivimäki     | Lancia Delta S4         | B      | 1 h 34 min 54 s | + 1 min 42 s  |
| 5    | Stig Blomqvist     | Bruno Berglund     | Peugeot 205 Turbo 16 E2 | B      | 1 h 35 min 00 s | + 1 min 48 s  |
| 6    | Kenneth Eriksson   | Peter Diekmann     | Volkswagen Golf GTI     | A      | 1 h 44 min 55 s | + 11 min 43 s |
| 7    | Franz Wittmann     | Matthias Feltz     | Volkswagen Golf GTI     | A      | 1 h 46 min 43 s | + 13 min 31 s |
| 8    | Rudolf Stohl       | Reinhard Kaufmann  | Audi Coupé Quattro      | A      | 1 h 48 min 18 s | + 15 min 06 s |
| 9    | Gabriel Raies      | Raul Campana       | Renault 18 GTX          | A      | 1 h 48 min 44 s | + 15 min 32 s |
| 10   | Mario Stillo       | Fernando Stella    | Renault 18 GTX          | A      | 1 h 49 min 22 s | + 16 min 10 s |
| 11   | José Antonio Celsi | Elvio Olave        | Subaru RX Turbo         | A      | 1 h 52 min 56 s | + 19 min 44 s |
| 12   | Gustavo Trelles    | Ricardo Ivetich    | Ford Escort 1600        | A      | 1 h 56 min 43 s | + 23 min 31 s |
| 12=  | Basil Criticos     | Surinder Thatthi   | Opel Manta 400          | B      | 1 h 56 min 43 s | + 23 min 31 s |
| 14   | Francisco Mayorga  | Sigfrido Schroeder | Renault 18 GTX          | A      | 1 h 58 min 13 s | + 25 min 01 s |
| 15   | Oscar Maccari      | Alberto Paz        | Renault 12 TS           | A      | 1 h 59 min 15 s | + 26 min 03 s |

### Deuxième étape

#### Córdoba - Jesús María
Les concurrents restant en course repartent de Córdoba le vendredi matin, en direction de Jesús María. Exploitant parfaitement sa connaissance du terrain, Recalde réalise le meilleur temps dans le secteur de Cosquín, tandis que Biasion et Kankkunen font pratiquement jeu égal. Biasion parvient ensuite à se constituer près d'une minute d'avance, mais un problème de direction assistée sur la Lancia va permettre à son rival de réduire son retard à vingt-trois secondes avant le regroupement de mi-étape. Alén, qui a retrouvé une machine compétitive, a réalisé d'excellentes performances et dépossédé Recalde de la troisième place, alors qu'un différentiel cassé a fait perdre plus de deux minutes à Blomqvist, désormais cinquième. Toujours sixième, Eriksson continuer à mener le groupe A devant son coéquipier Wittmann, ce dernier étant talonné par l'Audi de Rudolf Stohl.
| Pos. | Pilote           | Copilote          | Voiture                 | Groupe | Temps           | Écart         |
| ---- | ---------------- | ----------------- | ----------------------- | ------ | --------------- | ------------- |
| 1    | Massimo Biasion  | Tiziano Siviero   | Lancia Delta S4         | B      | 2 h 47 min 35 s |               |
| 2    | Juha Kankkunen   | Juha Piironen     | Peugeot 205 Turbo 16 E2 | B      | 2 h 47 min 58 s | + 23 s        |
| 3    | Markku Alén      | Ilkka Kivimäki    | Lancia Delta S4         | B      | 2 h 49 min 27 s | + 1 min 52 s  |
| 4    | Jorge Recalde    | Jorge del Bueno   | Lancia Delta S4         | B      | 2 h 50 min 09 s | + 2 min 34 s  |
| 5    | Stig Blomqvist   | Bruno Berglund    | Peugeot 205 Turbo 16 E2 | B      | 2 h 52 min 17 s | + 4 min 42 s  |
| 6    | Kenneth Eriksson | Peter Diekmann    | Volkswagen Golf GTI     | A      | 3 h 07 min 00 s | + 19 min 25 s |
| 7    | Franz Wittmann   | Matthias Feltz    | Volkswagen Golf GTI     | A      | 3 h 10 min 13 s | + 22 min 38 s |
| 8    | Rudolf Stohl     | Reinhard Kaufmann | Audi Coupé Quattro      | A      | 3 h 10 min 26 s | + 22 min 51 s |
| 9    | Mario Stillo     | Fernando Stella   | Renault 18 GTX          | A      | 3 h 14 min 51 s | + 27 min 16 s |
| 10   | Gabriel Raies    | Raul Campana      | Renault 18 GTX          | A      |                 |               |

#### Jesús María - Córdoba
L'épreuve se déroulant à proximité de Jesús María permet à Kankkunen de se rapprocher à seulement seize secondes de Biasion. Celui-ci réagit et réalise une excellente performance dans le secteur suivant, grappillant trois secondes à son poursuivant. L'intense duel va cependant être fatal au Finlandais, qui au début de la quinzième épreuve spéciale sort un peu large d'un virage à droite et ne peut éviter un trou, endommageant sa suspension arrière gauche. La rotule finit par se détacher et la roue se couche sous la voiture. Kankkunen parcourt la spéciale à allure réduite et se traîne jusqu'au point d'assistance, mais les dégâts sont tels que l'abandon est inévitable. La Scuderia Lancia est maintenant assurée de la victoire et le directeur sportif Cesare Fiorio demande à ses pilotes de figer leurs positions. Le rythme baisse aussitôt, seul Recalde (qui a perdu du temps à cause d'une crevaison et s'est fait dépasser par Blomqvist) continuant à attaquer pour tenter de reprendre la troisième place. Biasion achève l'étape avec plus d'une minute d'avance sur Alén et plus de cinq sur Blomqvist. Cinquième derrière Recalde, Eriksson continue à dominer le groupe A, mais son coéquipier Wittmann a été retardé par des problèmes d'arbre de roue et a été doublé par Stohl.
| Pos. | Pilote             | Copilote           | Voiture                 | Groupe | Temps           | Écart           |
| ---- | ------------------ | ------------------ | ----------------------- | ------ | --------------- | --------------- |
| 1    | Massimo Biasion    | Tiziano Siviero    | Lancia Delta S4         | B      | 4 h 29 min 11 s |                 |
| 2    | Markku Alén        | Ilkka Kivimäki     | Lancia Delta S4         | B      | 4 h 30 min 25 s | + 1 min 14 s    |
| 3    | Stig Blomqvist     | Bruno Berglund     | Peugeot 205 Turbo 16 E2 | B      | 4 h 34 min 40 s | + 5 min 29 s    |
| 4    | Jorge Recalde      | Jorge del Bueno    | Lancia Delta S4         | B      | 4 h 36 min 56 s | + 7 min 45 s    |
| 5    | Kenneth Eriksson   | Peter Diekmann     | Volkswagen Golf GTI     | A      | 4 h 59 min 30 s | + 30 min 19 s   |
| 6    | Rudolf Stohl       | Reinhard Kaufmann  | Audi Coupé Quattro      | A      | 5 h 04 min 41 s | + 35 min 30 s   |
| 7    | Franz Wittmann     | Matthias Feltz     | Volkswagen Golf GTI     | A      | 5 h 13 min 50 s | + 44 min 39 s   |
| 8    | José Antonio Celsi | Elvio Olave        | Subaru RX Turbo         | A      | 5 h 21 min 03 s | + 51 min 52 s   |
| 9    | Basil Criticos     | Surinder Thatthi   | Opel Manta 400          | B      | 5 h 29 min 41 s | 1 h 00 min 30 s |
| 10   | Ernesto Soto       | Martin Christie    | Renault 18 GTX          | A      | 5 h 30 min 18 s | 1 h 01 min 07 s |
| 11   | Gustavo Trelles    | Ricardo Ivetich    | Ford Escort 1600        | A      | 5 h 31 min 37 s | 1 h 02 min 26 s |
| 12   | Francisco Mayorga  | Sigfrido Schroeder | Renault 18 GTX          | A      | 5 h 35 min 01 s | 1 h 05 min 50 s |

### Troisième étape
Le départ de la dernière étape est donné le samedi matin. La victoire étant acquise à Biasion, l'intérêt de la course se reporte sur le duel pour la troisième place, Recalde tentant de rattraper ses deux minutes de retard sur Blomqvist. Attaquant sans relâche, le pilote argentin parvient à revenir à une minute du pilote Peugeot mais en début d'après-midi une crevaison va lui faire perdre toute chance de le rejoindre. La course s'achève sur un doublé Lancia, Biasion remportant sa première victoire en championnat du monde devant son coéquipier Alén. Troisième, Blomqvist permet à Peugeot de conserver une bonne partie de son avance au championnat des constructeurs. Cinquième derrière Recalde, Eriksson a mené le groupe A de bout en bout. Seules cinquante voitures ont atteint l'arrivée.

### Classements intermédiaires
Classements intermédiaires des pilotes après chaque épreuve spéciale

### Classement général

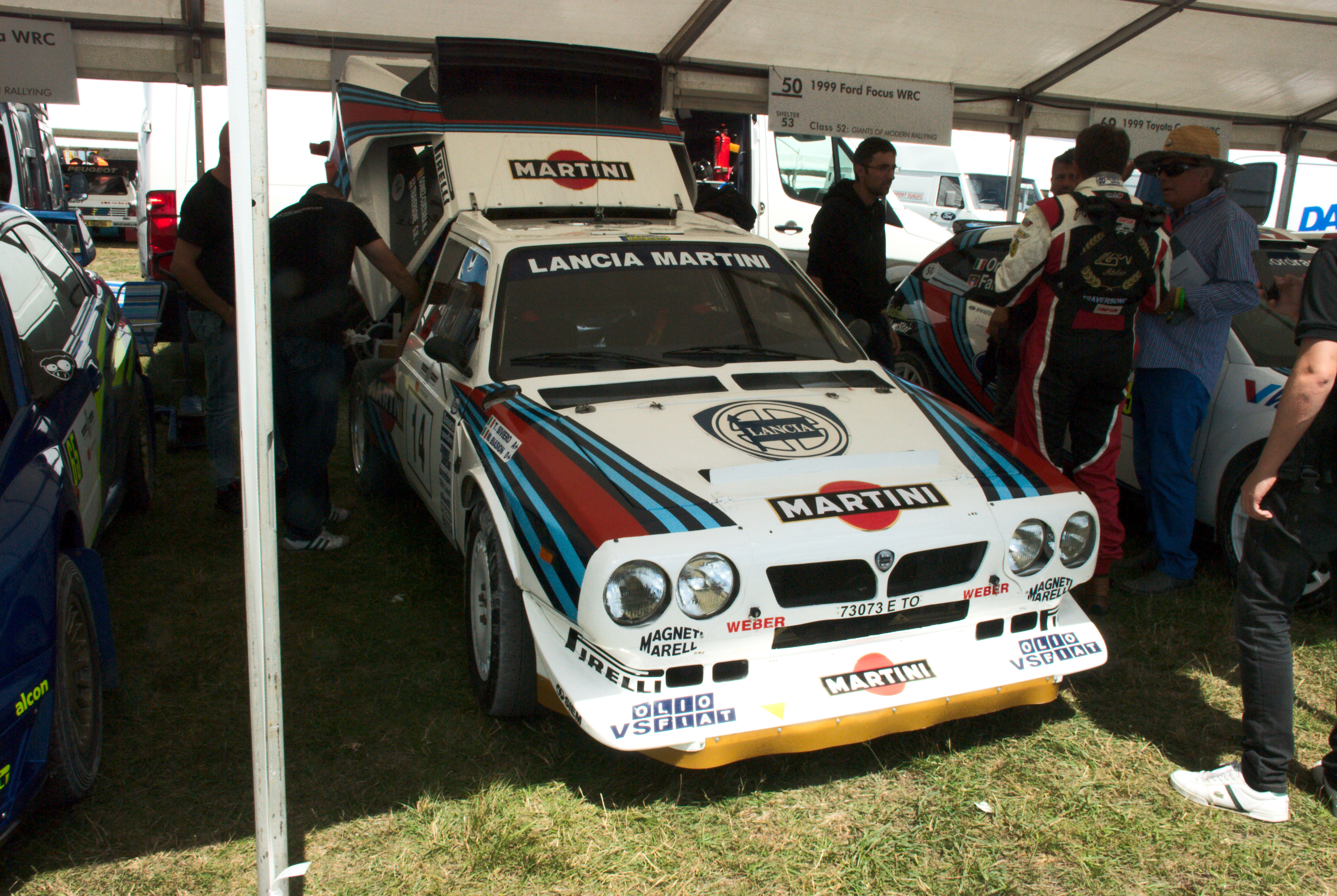
Deuxième victoire de la saison pour la Lancia Delta S4.

| Pos | No | Pilote             | Copilote          | Voiture                 | Temps           | Écart             | Groupe |
| --- | -- | ------------------ | ----------------- | ----------------------- | --------------- | ----------------- | ------ |
| 1   | 5  | Massimo Biasion    | Tiziano Siviero   | Lancia Delta S4         | 6 h 36 min 26 s |                   | B      |
| 2   | 3  | Markku Alén        | Ilkka Kivimäki    | Lancia Delta S4         | 6 h 36 min 50 s | + 24 s            | B      |
| 3   | 2  | Stig Blomqvist     | Bruno Berglund    | Peugeot 205 Turbo 16 E2 | 6 h 40 min 42 s | + 4 min 16 s      | B      |
| 4   | 6  | Jorge Recalde      | Jorge del Bueno   | Lancia Delta S4         | 6 h 41 min 33 s | + 5 min 07 s      | B      |
| 5   | 10 | Kenneth Eriksson   | Peter Diekmann    | Volkswagen Golf GTI     | 7 h 22 min 17 s | + 45 min 51 s     | A      |
| 6   | 26 | Rudolf Stohl       | Reinhard Kaufmann | Audi Coupé Quattro      | 7 h 30 min 05 s | + 53 min 39 s     | A      |
| 7   | 9  | Franz Wittmann     | Matthias Feltz    | Volkswagen Golf GTI     | 7 h 36 min 30 s | + 1 h 00 min 04 s | A      |
| 8   | 12 | José Antonio Celsi | Elvio Olave       | Subaru RX Turbo         | 7 h 48 min 44 s | + 1 h 12 min 18 s | A      |
| 9   | 8  | Ernesto Soto       | Martin Christie   | Renault 18 GTX          | 7 h 51 min 43 s | + 1 h 15 min 17 s | A      |
| 10  | 7  | Basil Criticos     | Surinder Thatthi  | Opel Manta 400          | 8 h 02 min 44 s | + 1 h 26 min 18 s | B      |

### Équipages de tête
- ES1 :  Massimo Biasion -  Tiziano Siviero (Lancia Delta S4)
- ES2 :  Massimo Biasion -  Tiziano Siviero (Lancia Delta S4) &  Juha Kankkunen -  Juha Piironen (Peugeot 205 Turbo 16 E2)
- ES3 à ES27 :  Massimo Biasion -  Tiziano Siviero (Lancia Delta S4)

### Vainqueurs d'épreuves spéciales
- Markku Alén -  Ilkka Kivimäki (Lancia Delta S4) : 9 spéciales (ES 6, 8, 11, 13, 15, 16, 18, 22, 23)
- Jorge Recalde -  Jorge del Bueno (Lancia Delta S4) : 8 spéciales (ES 9, 17, 20 à 22, 24, 26, 27)
- Massimo Biasion -  Tiziano Siviero (Lancia Delta S4) : 7 spéciales (ES 1, 3 à 5, 7, 10, 14)
- Juha Kankkunen -  Juha Piironen (Peugeot 205 Turbo 16 E2) : 2 spéciales (ES 2, 12)
- Stig Blomqvist -  Bruno Berglund (Peugeot 205 Turbo 16 E2) : 2 spéciales (ES 12, 25)

## Résultats des principaux engagés

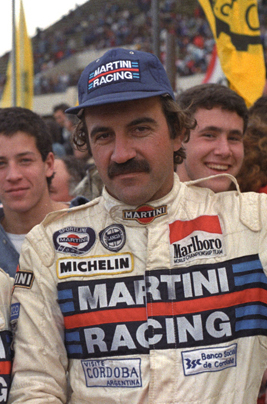
Jorge Recalde, quatrième du rallye et meilleur représentant local.

| No | Pilote             | Copilote                | Voiture                 | Groupe | Classement général                           | Class. groupe |
| -- | ------------------ | ----------------------- | ----------------------- | ------ | -------------------------------------------- | ------------- |
| 1  | Juha Kankkunen     | Juha Piironen           | Peugeot 205 Turbo 16 E2 | B      | ab. après la 15e spéciale (suspension)       | -             |
| 2  | Stig Blomqvist     | Bruno Berglund          | Peugeot 205 Turbo 16 E2 | B      | 3e à 4 min 16 s                              | 3e            |
| 3  | Markku Alén        | Ilkka Kivimäki          | Lancia Delta S4         | B      | 2e à 24 s                                    | 2e            |
| 4  | Bruno Saby         | Jean-François Fauchille | Peugeot 205 Turbo 16 E2 | B      | ab. après la 8e spéciale (moteur)            | -             |
| 5  | Massimo Biasion    | Tiziano Siviero         | Lancia Delta S4         | B      | 1er                                          | 1er           |
| 6  | Jorge Recalde      | Jorge del Bueno         | Lancia Delta S4         | B      | 4e à 5 min 07 s                              | 4e            |
| 7  | Basil Criticos     | Surinder Thatthi        | Opel Manta 400          | B      | 10e à 1 h 26 min 18 s                        | 5e            |
| 8  | Ernesto Soto       | Martin Christie         | Renault 18 GTX          | A      | 9e à 1 h 15 min 17 s                         | 5e            |
| 9  | Franz Wittmann     | Matthias Feltz          | Volkswagen Golf GTI     | A      | 7e à 1 h 00 min 04 s                         | 3e            |
| 10 | Kenneth Eriksson   | Peter Diekmann          | Volkswagen Golf GTI     | A      | 5e à 45 min 51 s                             | 1er           |
| 11 | Mario Stillo       | Fernando Stella         | Renault 18 GTX          | A      | ab. dans la 14e spéciale (boîte de vitesses) | -             |
| 12 | José Antonio Celsi | Elvio Olave             | Subaru RX Turbo         | A      | 8e à 1 h 12 min 18 s                         | 4e            |
| 14 | Gabriel Raies      | Raul Campana            | Renault 18 GTX          | A      | ab. dans la 13e spéciale (boîte de vitesses) | -             |
| 16 | Miguel Torrás      | Luis Oyola              | Renault 12 TS           | A      | ab. dans la 5e spéciale (demi-arbre)         | -             |
| 20 | Gustavo Trelles    | Ricardo Ivetich         | Ford Escort 1600        | A      | 11e à 1 h 30 min 31 s                        | 6e            |
| 26 | Rudolf Stohl       | Reinhard Kaufmann       | Audi Coupé Quattro      | A      | 6e à 53 min 39 s                             | 2e            |
| 27 | Oscar Maccari      | Alberto Paz             | Renault 12 TS           | A      | 13e à 1 h 49 min 04 s                        | 8e            |
| 37 | Luis Etchegoyen    | Luis Borrallo           | Ford Escort 1600        | A      | ab. dans la 1re spéciale                     | -             |
| 87 | Francisco Mayorga  | Sigfrido Schroeder      | Renault 18 GTX          | A      | 12e à 1 h 33 min 46 s                        | 7e            |

## Classements des championnats à l'issue de la course

### Constructeurs
- Attribution des points : 12, 10, 8, 7, 6, 5, 4, 3, 2, 1 respectivement aux dix premières marques de chaque épreuve, additionnés de 8, 7, 6, 5, 4, 3, 2, 1 respectivement aux huit premières de chaque groupe (seule la voiture la mieux classée de chaque constructeur marque des points). Les points de groupe ne sont attribués qu'aux concurrents déclarés officiellement par le constructeur et ayant terminé dans les dix premiers au classement général.
- Seuls les sept meilleurs résultats (sur onze épreuves) sont retenus pour le décompte final des points[2].

| Pos. | Marque     | Points | M-C  | SUE  | POR | SAF  | COR  | ACR  | NZ   | ARG  | FIN | SAN | RAC |
| ---- | ---------- | ------ | ---- | ---- | --- | ---- | ---- | ---- | ---- | ---- | --- | --- | --- |
| 1    | Peugeot    | 121    | 10+7 | 12+8 | -   | 6+4  | 12+8 | 12+8 | 12+8 | 8+6  |     |     |     |
| 2    | Lancia     | 105    | 12+8 | 10+7 | -   | 8+6  | -    | 10+7 | 10+7 | 12+8 |     |     |     |
| 3    | Volkswagen | 65     | 2+7  | 4+6  | -   | -    | 3+6  | 4+7  | 4+8  | 6+8  |     |     |     |
| 4    | Audi       | 29     | 8+6  | 7+8  | -   | -    | -    | -    | -    | -    |     |     |     |
| 5    | Toyota     | 20     | -    | -    | -   | 12+8 | -    | -    | -    | -    |     |     |     |
| 6    | Ford       | 14     | -    | 8+6  | -   | -    | -    | -    | -    | -    |     |     |     |
| 6=   | Renault    | 14     | -    | -    | -   | -    | 7+7  | -    | -    | -    |     |     |     |
| 8    | Subaru     | 13     | -    | -    | -   | 5+8  | -    | -    | -    | -    |     |     |     |
| 9    | Citroën    | 10     | -    | 5+5  | -   | -    | -    | -    | -    | -    |     |     |     |
| 10   | Opel       | 5      | -    | -    | -   | -    | -    | -    | -    | 1+4  |     |     |     |

- Note : Rudolf Stohl n'ayant pas été déclaré pilote officiel pour l'Argentine, Audi n'engrange pas les douze points correspondant à la sixième place au classement général (cinq points) associée à la deuxième place en groupe A (sept points). De même, Subaru ne marque pas les huit points correspondant à la huitième place de José Antonio Celsi au classement général (trois points) associée à la quatrième place en groupe B (cinq points) et Renault ne marque pas les huit points correspondant à la neuvième place d'Ernesto Soto au classement général (deux points) associée à la cinquième place en groupe A (quatre points)[6].

### Pilotes
- Attribution des points : 20, 15, 12, 10, 8, 6, 4, 3, 2, 1 respectivement aux dix premiers de chaque épreuve.
- Seuls les sept meilleurs résultats (sur treize épreuves) sont retenus pour le décompte final des points.

| Pos. | Pilote             | Marque         | Points | M-C | SUE | POR | SAF | COR | ACR | NZ  | ARG | FIN | CIV | SAN | RAC | USA |
| ---- | ------------------ | -------------- | ------ | --- | --- | --- | --- | --- | --- | --- | --- | --- | --- | --- | --- | --- |
| 1    | Juha Kankkunen     | Peugeot        | 76     | 8   | 20  | -   | 8   | -   | 20  | 20  | -   |     |     |     |     |     |
| 2    | Markku Alén        | Lancia         | 57     | -   | 15  | -   | 12  | -   | -   | 15  | 15  |     |     |     |     |     |
| 3    | Massimo Biasion    | Lancia         | 47     | -   | -   | -   | -   | -   | 15  | 12  | 20  |     |     |     |     |     |
| 4    | Bruno Saby         | Peugeot        | 38     | 6   | -   | -   | -   | 20  | 12  | -   | -   |     |     |     |     |     |
| 5    | Kenneth Eriksson   | Volkswagen     | 25     | 2   | 4   | -   | -   | 3   | 4   | 4   | 8   |     |     |     |     |     |
| 6    | Timo Salonen       | Peugeot        | 23     | 15  | -   | -   | -   | -   | -   | 8   | -   |     |     |     |     |     |
| 7    | Henri Toivonen     | Lancia         | 20     | 20  | -   | -   | -   | -   | -   | -   | -   |     |     |     |     |     |
| 7=   | Joaquim Moutinho   | Renault        | 20     | -   | -   | 20  | -   | -   | -   | -   | -   |     |     |     |     |     |
| 7=   | Björn Waldegård    | Toyota         | 20     | -   | -   | -   | 20  | -   | -   | -   | -   |     |     |     |     |     |
| 7=   | Mikael Ericsson    | Audi & Lancia¹ | 20     | -   | 10  | -   | -   | -   | -   | 10¹ | -   |     |     |     |     |     |
| 11   | Carlos Bica        | Lancia         | 15     | -   | -   | 15  | -   | -   | -   | -   | -   |     |     |     |     |     |
| 11=  | Lars-Erik Torph    | Toyota         | 15     | -   | -   | -   | 15  | -   | -   | -   | -   |     |     |     |     |     |
| 11=  | François Chatriot  | Renault        | 15     | -   | -   | -   | -   | 15  | -   | -   | -   |     |     |     |     |     |
| 14   | Hannu Mikkola      | Audi           | 12     | 12  | -   | -   | -   | -   | -   | -   | -   |     |     |     |     |     |
| 14=  | Kalle Grundel      | Ford           | 12     | -   | 12  | -   | -   | -   | -   | -   | -   |     |     |     |     |     |
| 14=  | Giovanni del Zoppo | Fiat           | 12     | -   | -   | 12  | -   | -   | -   | -   | -   |     |     |     |     |     |
| 14=  | Yves Loubet        | Alfa Romeo     | 12     | -   | -   | -   | -   | 12  | -   | -   | -   |     |     |     |     |     |
| 14=  | Stig Blomqvist     | Peugeot        | 12     | -   | -   | -   | -   | -   | -   | -   | 12  |     |     |     |     |     |
| 14=  | Rudolf Stohl       | Audi           | 12     | -   | -   | -   | -   | -   | 6   | -   | 6   |     |     |     |     |     |
| 20   | Walter Röhrl       | Audi           | 10     | 10  | -   | -   | -   | -   | -   | -   | -   |     |     |     |     |     |
| 20=  | Jorge Ortigão      | Toyota         | 10     | -   | -   | 10  | -   | -   | -   | -   | -   |     |     |     |     |     |
| 20=  | Erwin Weber        | Toyota         | 10     | -   | -   | -   | 10  | -   | -   | -   | -   |     |     |     |     |     |
| 20=  | Jean Ragnotti      | Renault        | 10     | -   | -   | -   | -   | 10  | -   | -   | -   |     |     |     |     |     |
| 20=  | Saeed Al-Hajri     | Porsche        | 10     | -   | -   | -   | -   | -   | 10  | -   | -   |     |     |     |     |     |
| 20=  | Jorge Recalde      | Lancia         | 10     | -   | -   | -   | -   | -   | -   | -   | 10  |     |     |     |     |     |